# Lenora (Kansas)
Lenora é uma cidade localizada no estado americano de Kansas, no Condado de Norton.

## Demografia
Segundo o censo americano de 2000, a sua população era de 306 habitantes.
Em 2006, foi estimada uma população de 280, um decréscimo de 26 (-8.5%).

## Geografia
De acordo com o United States Census Bureau tem uma área de
1,3 km², dos quais 1,3 km² cobertos por terra e 0,0 km² cobertos por água.

## Localidades na vizinhança
O diagrama seguinte representa as localidades num raio de 32 km ao redor de Lenora.